# 维克多·哈拉
维克多·哈拉（西班牙語：Víctor Lidio Jara Martínez；1932年9月28日—1973年9月16日）是智利的一位教师、戏剧导演、诗人、歌手、政治活动家，同时是智利共产党的成员。他在智利的新民歌运动中发挥了重要的作用。由于哈拉是阿连德总统的坚定支持者，他在智利1973年政变中被皮诺切特的政变部队逮捕，在饱受酷刑后被44颗子弹射杀。他的尸体随后被扔到圣地亚哥一个小镇的街上。他的歌曲中所讴歌的爱、和平和社会公义，与他本人悲剧性的死亡形成鲜明对比，使得哈拉在拉丁美洲成为一个争取人权事业的象征。

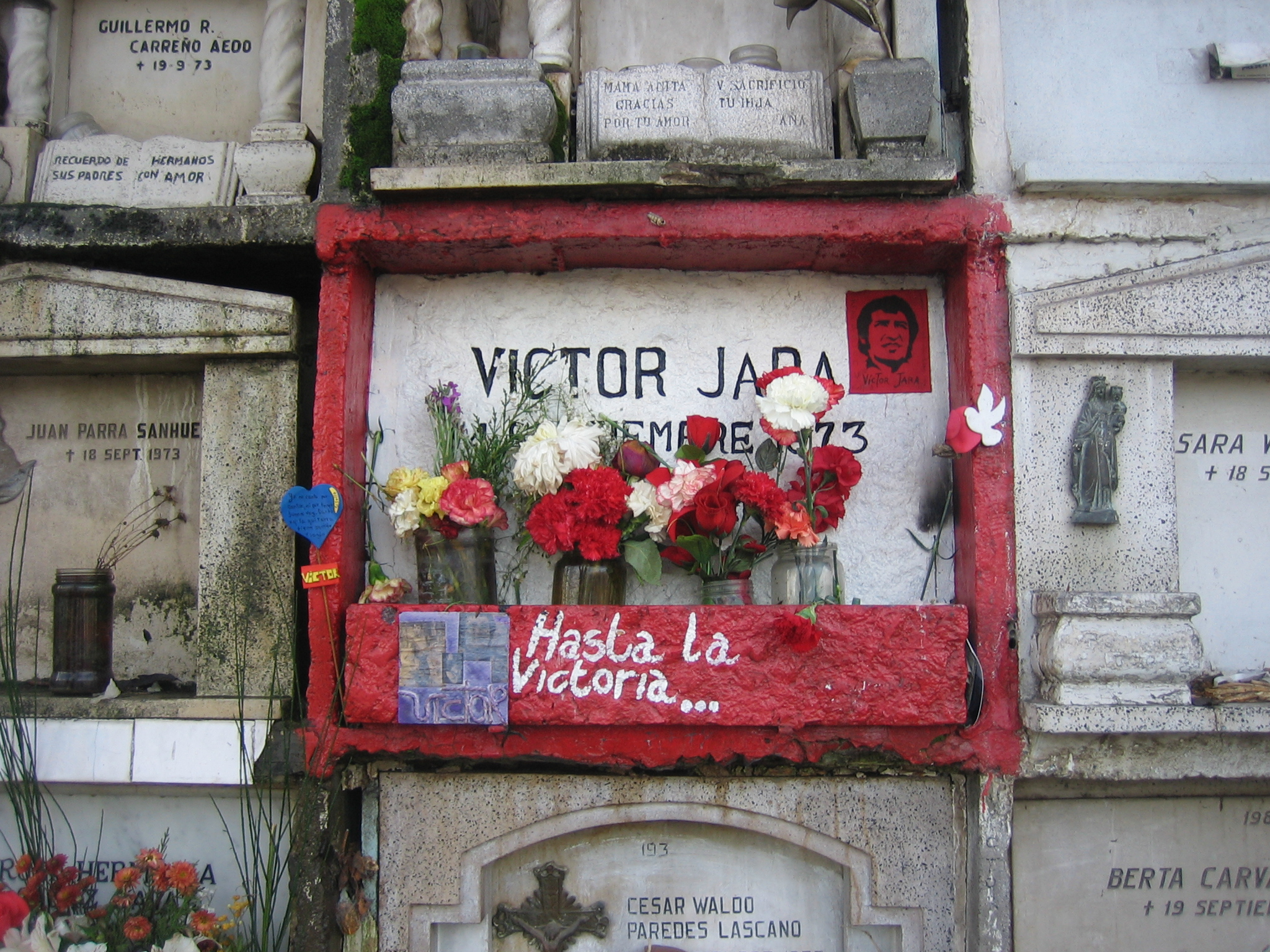
维克多·哈拉在圣地亚哥公墓里的墓碑，下方的两行字写的是：“直到胜利方休”。